# Músico, poeta y loco
Músico, poeta y loco es una película de comedia musical mexicana de 1948 dirigida por Humberto Gómez Landero y protagonizada por Germán Valdés «Tin-Tan» Meche Barba. Esta es una de las pocas películas en que Manuel «El Loco» Valdés (hermano de Tin-Tan) no está acreditado, aunque aparecería años más tarde en papeles menores o secundarios.

## Argumento
Tin Tan, despedido de su trabajo en una cristalería, y su amigo Marcelo son unos merolicos que venden sustancias milagrosas a los transeúntes, pero son perseguidos por la gente a la que han engañado. Ambos ingresan en un internado femenino donde confunden a Tin-Tan con el doctor Mata. Una interna, Mercedes Miraflores que por una trampa de su tío Maximiliano, sólo podrá heredar la fortuna de su padre hasta cumplir en un internado 21 años se enamora de Tin-Tan. Al ser descubierto el engaño, Tin-Tan y Marcelo deciden huir. Mercedes huye también y encuentra el verdadero testamento. Al final sus amigos Tin-Tan y Marcelo vencen a Maximiliano.

## Reparto
- Germán Valdés como Tin-Tan
- Marcelo Chávez como Marcelo
- Meche Barba como Mercedes Miraflores
- Beatriz Ramos como Consuelo Fernández
- Conchita Gentil Arcos como Doña Altagracia (como Conchita G. Arcos)
- Maruja Griffel como Señorita directora
- Natalia Gentil Arcos como Señorita secretaria (como Natalia G. Arcos)
- Ernesto Finance como Don Maximiliano
- Rafael Icardo como Lic. Esteban Cifuentes
- Jesús Graña como Dr. Artemio Mata Lozano
- Humberto Rodríguez como Jefe de policía
- Hernán Vera como Don Apolonio
- Luis Arcaraz como Músico (no acreditado)
- Stephen Berne como Espectador de baile (no acreditado)
- María Luisa Cortés como Espectadora de baile (no acreditada)
- Gloria Lozano como Chica que baila con Tin-Tan (no acreditada)
- Félix Medel como Cliente de Tin-Tan (no acreditado)
- Elvia Pedroza como Colegiala (no acreditada)
- Ángela Rodríguez como Colegiala (no acreditada)
- María Luisa Smith como Espectadora de vendedores (no acreditada)
- Manuel "El Loco" Valdés como Transeúnte (no acreditado)
- Ildefonso Vega como Espectador de baile (no acreditado)